# 도화차

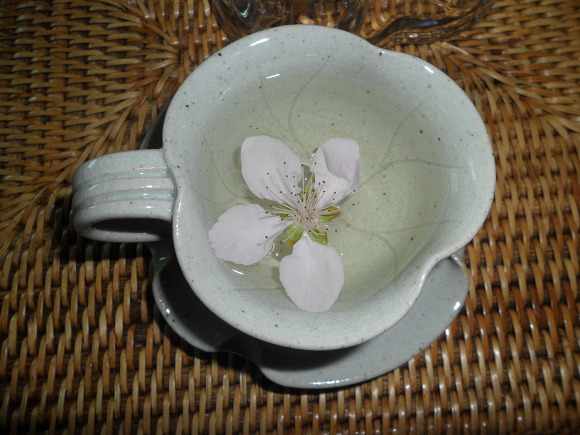

도화차(桃花茶)는 말린 복숭아꽃으로 만든 한국의 전통차이다. 도화차는 변비와 결석 치료에 도움을 준다고 믿겨진다.

## 준비
도화차는 15~20그램의 말린 복숭아꽃을 500밀리리터 물에 끓여서 준비한다. 꽃들은 봄에 수확하며 그늘에 말려서 종이백에 보관한다. 수꽃술은 말리기 전에 제거한다. 도화차는 미리 만들어진 채로 배달된다.